# Frankie Atwater
Frankie Atwater (* 4. Februar 1969) ist ein ehemaliger US-amerikanischer Leichtathlet, der sich auf den Sprint spezialisiert hat. Seinen größten Erfolg feierte er mit dem Gewinn der Goldmedaille in der 4-mal-400-Meter-Staffel bei den Hallenweltmeisterschaften 1995 in Barcelona.

## Sportliche Laufbahn
Frankie Atwater absolvierte ein Studium an der Iowa State University. Erste internationale Erfahrungen sammelte er im Jahr 1992, als er beim IAAF World Cup in Havanna mit der 4-mal-400-Meter-Staffel in 3:03,80 min den vierten Platz belegte. 1995 siegte er mit der US-amerikanischen Staffel in 3:07,37 min gemeinsam mit Rod Tolbert, Calvin Davis und Tod Long bei den Hallenweltmeisterschaften in Barcelona. Es blieb seine letzte Meisterschaftsteilnahme, ehe er seine aktive sportliche Karriere 1998 im Alter von 29 Jahren beendete.

## Persönliche Bestzeiten
- 400 Meter: 45,44 s, 18. Mai 1992 in Norman
  - 400 Meter (Halle): 46,20 s, 10. Februar 1990 in Lincoln